# Grundy megye (Iowa)
Grundy megye az Amerikai Egyesült Államokban, azon belül Iowa államban található. Lakosainak száma 12 329 fő (2020. április 1.). Grundy megye Butler, Marshall, Tama, Franklin, Hardin és Black Hawk megyékkel határos.

## Népesség
A megye népessége az elmúlt években az alábbi módon változott:
| Lakosok száma | 12 444 | 12 449 | 12 426 | 12 314 | 12 435 | 12 329 |
|               | 2010   | 2011   | 2012   | 2013   | 2015   | 2020   |